# كريستوفر وثر
كريستوفر وثر (بالإنجليزية: Christopher Lowther)‏ هو سياسي بريطاني (وحمل سابقاً جنسية المملكة المتحدة لبريطانيا العظمى وأيرلندا)، ولد في 18 يناير 1887، وتوفي في 7 يناير 1935. حزبياً، نشط في حزب المحافظين. في الانتخابات العمومية البريطانية 1918 ‏، انتخب عضو برلمان المملكة المتحدة الـ31 عن دائرة North Cumberland (UK Parliament constituency) ‏ (14 ديسمبر 1918 – 26 أكتوبر 1922).